# Strophidon
Strophidon es un género de peces de la familia Muraenidae.

## Distribución
El género se distribuye por Oceanía, Asia y África.

## Especies
- Strophidon dorsalis (Seale, 1917)
- Strophidon sathete (Hamilton, 1822)